# Ферв'ю (Кентуккі)
Ферв'ю (англ. Fairview) — переписна місцевість (CDP) в США, в окрузі Крістіан штату Кентуккі. Населення — 258 осіб (2020).

## Географія
Ферв'ю розташований за координатами 36°50′32″ пн. ш. 87°18′39″ зх. д. / 36.84222° пн. ш. 87.31083° зх. д. (36.842226, -87.310768).  За даними Бюро перепису населення США в 2010 році переписна місцевість мала площу 3,13 км², з яких 3,13 км² — суходіл та 0,00 км² — водойми.

## Демографія
Згідно з переписом 2010 року, у переписній місцевості мешкало 286 осіб у 114 домогосподарствах у складі 83 родин. Густота населення становила 91 особа/км².  Було 127 помешкань (41/км²).
Расовий склад населення:
| - 89,9 % — білих - 9,1 % — чорних або афроамериканців |

До двох чи більше рас належало 0,7 %. Частка іспаномовних становила 1,0 % від усіх жителів.
За віковим діапазоном населення розподілялося таким чином: 25,2 % — особи молодші 18 років, 56,3 % — особи у віці 18—64 років, 18,5 % — особи у віці 65 років та старші. Медіана віку мешканця становила 44,2 року. На 100 осіб жіночої статі у переписній місцевості припадало 86,9 чоловіків;  на 100 жінок у віці від 18 років та старших — 87,7 чоловіків також старших 18 років.
Середній дохід на одне домашнє господарство  становив 60 673 долари США (медіана — 69 141), а середній дохід на одну сім'ю — 60 673 долари (медіана — 69 141). 
Цивільне працевлаштоване населення становило 62 особи. Основні галузі зайнятості: роздрібна торгівля — 19,4 %, публічна адміністрація — 14,5 %, будівництво — 14,5 %.